# Troféu Internet de 2008
O Troféu Internet de 2008, que premiou os melhores artistas da televisão e da música brasileira do ano de 2007, 
Os vencedores foram anunciados durante a 47ª edição do Troféu Imprensa, transmitido pelo SBT em 9 de março de 2008.
Aproximadamente 40 mil internautas escolheram os vencedores em uma votação online, ocorrida durante o período de votação, que durou de 10 de dezembro de 2007 até 10 de janeiro de 2008.

## Vencedores e indicados
| Melhor Programa de TV | Melhor Programa de Auditório |
| --- | --- |
| - Pânico na TV - Ídolos - Hoje em Dia | - Caldeirão do Huck - Hebe - O Melhor do Brasil |
| Melhor Programa Infantil | Melhor Programa Humorístico |
| - Bom Dia & Cia - Sítio do Pica-Pau Amarelo - TV Xuxa | - Pânico na TV - A Praça É Nossa - Show do Tom |
| Melhor Programa de Entrevistas | Melhor Programa Jornalístico |
| - Programa do Jô - Altas Horas - Estrelas | - Globo Repórter - Domingo Espetacular - Fantástico |
| Melhor Telejornal | Melhor Apresentador(a) de Telejornal |
| - Jornal Nacional - Jornal da Globo - Jornal da Record | - William Bonner - Carlos Nascimento - Paulo Henrique Amorim                                                                                                |
| Melhor Animador / Apresentador | Melhor Animadora / Apresentadora |
| - Luciano Huck - Fausto Silva - Márcio Garcia | - Hebe Camargo - Angélica - Eliana |
| Revelação do Ano | Melhor Novela |
| - Íris Stefanelli - Gustavo Leão (como Mateus, de Paraíso Tropical) - Victor & Leo                                                                         | - Paraíso Tropical - Vidas Opostas - Duas Caras |
| Melhor Ator | Melhor Atriz |
| - Wagner Moura (como Olavo, de Paraíso Tropical) - Heitor Martinez (como Jacson Farias, deVidas Opostas) - Lázaro Ramos (como Evilásio Caó, de Duas Caras) | - Camila Pitanga (como Bebel, de Paraíso Tropical) - Glória Pires (como Lúcia, de Paraíso Tropical) - Lucinha Lins (como Ísis Campobello, de Vidas Opostas) |
| Melhor Cantor | Melhor Cantora |
| - Daniel - Fábio Jr - Zeca Pagodinho | - Ivete Sangalo - Claudia Leitte - Vanessa da Mata |
| Melhor Conjunto Musical | Melhor Música |
| - NX Zero - Babado Novo - Jota Quest | - "Carne e Osso" - Zélia Duncan - "Berimbau Metalizado" - Ivete Sangalo - "Razão e Emoção" - NX Zero                                                        |
| Melhor Locutor Esportivo | Melhor Comercial |
| - Galvão Bueno - Cléber Machado - Luciano do Valle | Skol |